# جوزف بی. کرشاو
جوزف بی. کرشاو (انگلیسی: Joseph B. Kershaw; ۵ ژانویهٔ ۱۸۲۲ – ۱۳ آوریل ۱۸۹۴) یک کشاورز و برده‌دار اهل کارولینای جنوبی ایالات متحده آمریکا بود. او همچنین یک وکیل، قاضی و در نهایت، یکی از ژنرال‌های ارتش ایالات مؤتلفه در دوران جنگ داخلی آمریکا نیز بود.